# 岐阜県道441号濁河温泉線

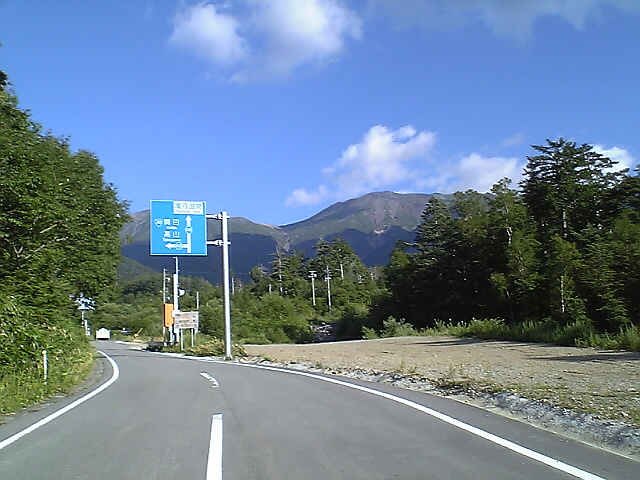
2017年3月までの起点。現在は交差点の線形が変更されている（2007年8月）

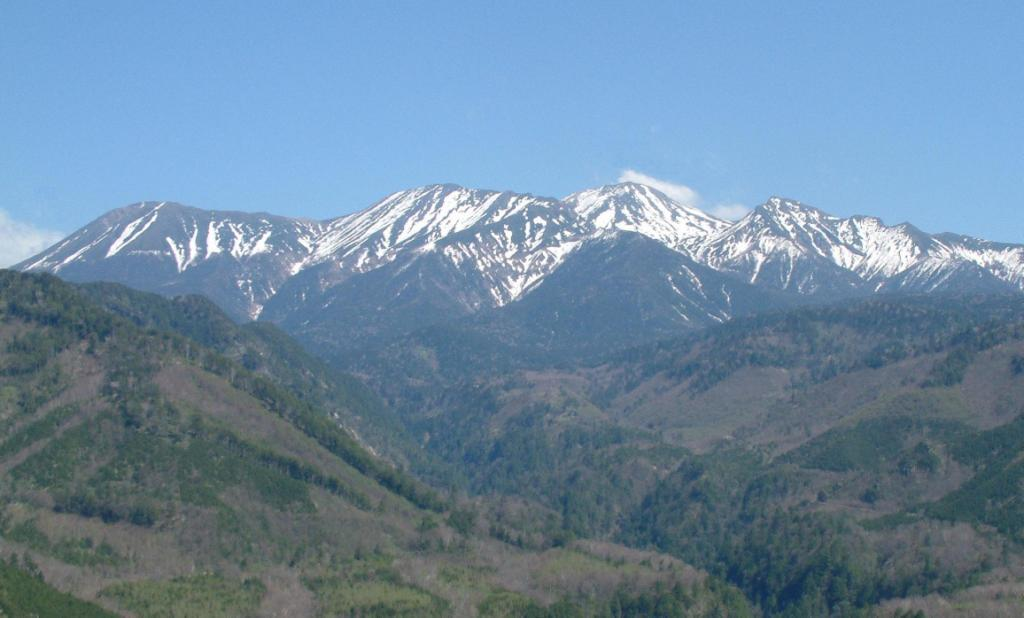
県道から望む御嶽山（2002年5月）

岐阜県道441号濁河温泉線（ぎふけんどう441ごう にごりごおんせんせん）は、岐阜県下呂市を通る一般県道。御嶽パノラマライン（おんたけパノラマライン）、鈴蘭スカイライン（すずらんスカイライン）の愛称がある。2017年3月24日に起点及び終点が変更されるまでは落合飛騨小坂停車場線。

## 概要
2017年3月24日に従来の起点から2,200メートル (m) が供用開始され、濁河温泉が起点。起点から鈴蘭峠付近までの長い区間にわたって、下呂市（旧益田郡小坂町）と高山市（旧大野郡朝日村）の境界に沿うように尾根直下を非常に曲がりくねって西に進む。この間は、御嶽山が眺望できる。鈴蘭峠付近からは小黒川に沿って下る。同市の落合交差点からは岐阜県道437号湯屋温泉線と重複し、小坂川に沿って北西に進む。国道41号をアンダーパスし、同市の小坂町交差点が終点。

### 路線データ
- 起点：岐阜県下呂市小坂町落合唐谷 濁河温泉[2]
- 終点：岐阜県下呂市小坂町 県道下呂小坂線交点[2]
- 距離：37.890 km[1]

## 歴史
県道濁河温泉線の前身は、県道落合飛騨小坂停車場線（整理番号441）である。2017年（平成29年）3月24日付け岐阜県告示において県道の路線変更がなされ、整理番号441の路線について、従前の県道落合飛騨小坂停車場線（下呂市小坂町落合 - 飛騨小坂停車場）から県道濁河温泉線へと改められた。この際に起点・終点も変更されて、起点は下呂市小坂町落合から濁河温泉（下呂市小坂町）、終点は飛騨小坂停車場から県道下呂小坂線交点（下呂市小坂町）へと変更されている。

### 落合飛騨小坂停車場線（2017年3月23日まで）の概要
濁河温泉を下った下呂市小坂町落合にある岐阜県道435号御岳山朝日線交点（北緯35度56分02.1秒 東経137度26分35.6秒 / 北緯35.933917度 東経137.443222度）が起点。小坂町交差点を過ぎてから左折して県道88号を通り、JR高山本線飛騨小坂駅前が終点。

#### 路線データ
- 起点：岐阜県下呂市小坂町落合唐谷
- 終点：岐阜県下呂市小坂町大島 飛騨小坂停車場
- 距離：36.228 km[1]

#### 重複区間
- 岐阜県道437号湯屋温泉線（下呂市 落合交差点 - 下呂市 小坂町交差点）
- 岐阜県道88号下呂小坂線（下呂市 小坂町交差点 - 下呂市小坂町大島）

## 路線状況

### 別名
- 鈴蘭スカイライン（下呂市）
- 御岳パノラマライン（下呂市）
- 飛騨御岳はなもも街道（下呂市）

### 重複区間
- 岐阜県道435号御岳山朝日線（下呂市小坂町落合唐谷 濁河温泉 - 下呂市小坂町落合）[1]
- 岐阜県道437号湯屋温泉線（下呂市 落合交差点 - 下呂市 小坂町交差点）

### 道の駅
- 南飛騨小坂

## 地理
起点の東に御嶽山がそびえる。終点付近に飛騨川（木曽川支流）が流れる。

### 通過する自治体
- 岐阜県
  - 下呂市

### 接続する道路
- 岐阜県道435号御岳山朝日線（下呂市小坂町落合）
- 岐阜県道437号湯屋温泉線（下呂市 落合交差点）
- 岐阜県道88号下呂小坂線（下呂市 小坂町交差点）

国道41号とは岐阜県道88号下呂小坂線を介して接続する。

### 周辺
- 濁河温泉（下呂市小坂町落合）
- 鈴蘭高原（高山市朝日町西洞）
- 下島温泉（下呂市小坂町落合）
- 小坂落合郵便局（下呂市小坂町湯屋）
- 下呂市立小坂中学校（下呂市小坂町長瀬）
- 下呂市小坂振興事務所（旧小坂町役場）
- 長谷寺（下呂市小坂町小坂町）
- 小坂郵便局（下呂市小坂町大島）
- 飛騨小坂駅（JR高山本線）